# Jacques Santer
Jacques Santer (n. 18 mai 1937, Wasserbillig⁠(d), Grevenmacher, Luxemburg) este un om politic luxemburghez. A fost ministru de finanțe al Luxemburgului între 1979 și 1989, prim ministru între 20 iulie 1984 și 5 ianuarie 1995 și președinte al Comisiei Europene între 1995 și 1999. Între 1999 și 2004 a fost membru al Parlamentului European din partea Luxemburgului.

## Onoruri
- Marele Cordon al Ordinul Soarelui Răsare (2015)
- Medalia de Aur pentru Meritul la Cultură - Gloria Artis (2008)